# انتخابات سراسری مراکش (۲۰۱۶)
انتخابات سراسری مراکش در ۷ اکتبر ۲۰۱۶ برابر با ۱۶ مهر ۱۳۹۵ برگزار شد.

## سابقه
خبر برگزاری این انتخابات در اواخر ژانویه ۲۰۱۶ توسط دولت اعلام شد. این دومین انتخابات مراکش پس از اصلاحات قانون اساسی در ۲۰۱۱ توسط شاه محمد ششم در پاسخ به بهار عربی است.
در انتخابات سراسری ۲۰۱۱ حزب اسلامی عدالت و توسعه پیروز شد و از آن زمان تا کنون کشور را اداره می‌کند. هم‌اکنون عبدالاله بن کیران نخست‌وزیر مراکش است.

## روش
انتخابات برای همهٔ ۳۹۵ کرسی مجلس نمایندگان مراکش با دو روش انجام می‌شود: ۳۰۵ نماینده از طریق ۹۲ حوزهٔ انتخابیهٔ چندنماینده با حد نصاب ۶٪ به مجلس راه می‌یابند و ۹۰ نماینده باقیمانده در یک حوزهٔ انتخابی سراسری (کل کشور = یک حوزه) با حد نصاب ۳٪ به رقابت می‌پردازند. این حوزهٔ سراسری سهمیه‌بندی شده است به طوری که ۶۰ کرسی آن به زنان و ۳۰ کرسی برای افراد زیر ۴۰ سال اختصاص یافته است.

## نتایج
در این انتخابات که با مشارکت ۴۳ درصد واجدان شرایط برگزار شد، حزب اسلام گرای عدالت و توسعه، موفق به کسب اکثریت نسبی با به دست آوردن ۱۲۵ کرسی از ۳۹۵ کرسی شد.
حزب نوگرای اصالت و تجدد هم ۱۰۲ کرسی به دست آورد.